# 乔治·达顿
乔治·达顿（英語：George Dutton，1899年12月19日—1977年5月13日）为一位美国音讯工程师。他曾5次提名奥斯卡金像奖，其中3次奧斯卡最佳视觉效果奖和2次奥斯卡最佳音响效果奖。

## 精选影视作品
最佳视觉效果：
- 骄傲欢呼（英语：So Proudly We Hail!） (1943)[1]
- 专家日记（英语：The Story of Dr. Wassell） (1944)[2]
- 血战保山河（英语：Unconquered） (1947)[3]

最佳音效：
- 龙虎双侠 (1957)[4]
- 迷魂记 (1958)[5]